# 松浦市立今福中学校
松浦市立今福中学校（まつうらしりつ いまふくちゅうがっこう、Matsuura City Imafuku Junior High　School）は、長崎県松浦市今福町浦免にある公立中学校。

## 概要
歴史
1947年（昭和22年）の学制改革により新制中学校として創立。2012年（平成24年）には創立65周年を迎えた。
校訓・校章・校歌
- 校訓 - 自主・友愛・克己| [icon] | この節の加筆が望まれています。 |

校区
「長崎県松浦市今福町」全域。小学校区は松浦市立今福小学校。

## 沿革
- 1947年（昭和22年）4月1日 - 学制改革（六・三制の実施）が行われる。
  - 国民学校の初等科が改組され、「今福町立今福小学校」に改称。飛島分教場を飛島分校とする。
  - 国民学校の高等科と青年学校の普通科が改組され、「今福町立今福中学校」（新制中学校）が発足。小学校に併設される。
- 1949年（昭和24年）- 長崎県立北松高等学校（現長崎県立北松農業高等学校）今福分校が併設される。
- 1955年（昭和30年）
  - 4月1日 - 併設の高校分校が「長崎県立北松農業高等学校 今福分校」に改称。
  - 4月15日 - 松浦市への編入により、「松浦市立今福中学校」（現校名）に改称。
- 1956年（昭和31年）12月20日  - 今福分校が松浦市役所今福支所へ移転したため、併設を解消[2]。
- 1957年（昭和32年）4月 - 今福町北免に校舎を新築して移転を完了。
- 1963年（昭和38年）- 校舎を改築。
- 1966年（昭和41年）- 鉄筋コンクリート造の校舎が完成。
- 1972年（昭和47年）- プールが完成。

## アクセス
最寄りの鉄道駅
- 松浦鉄道 西九州線 「鷹島口駅」

最寄りのバス停
- 松浦観光バス「人柱」バス停
- 西肥自動車（西肥バス）「今福支所前」バス停

最寄りの国道・県道
- 国道204号（唐津街道）
- 長崎県道146号上志佐今福停車場線
- 西九州自動車道（伊万里松浦道路）「今福IC」（2015年（平成27年）3月21日開通）

## 周辺
- 松浦市役所 今福支所
- 松浦市立今福小学校
- 松浦警察署 今福交番
- 今福郵便局

## 関連事項
- 長崎県中学校一覧